# Бахтар (информационна агенция)
Информационна агенция „Бахтар“ (на персийски: آژانس خبری باختر, BNA) е официалната държавна информационна агенция на афганистанското правителство, със седалище в Кабул. Агенцията е основен източник на новини за всички медии в Афганистан, като събира вътрешни и международни новини и предоставя информация на изданията. Тя предоставя новини на дари (персийски), урду, арабски, английски, руски и узбекски. Публикациите на агенцията са в съответствие с политиката на талибаните.
Създадена е през 1939 г. от правителствения отдел по печата на Афганистан, който следи чуждестранните и вътрешните новини преди разпространението им. До 1992 г. съществува английски раздел за разпространение на новини, с цел да информира чуждестранните дипломати за новините в Афганистан. Министерството на културата и информацията следи репортажа на агенция „Бахтар“.
През 2002 г. Агенция Франс Прес установява сателитна връзка, предоставяща новинарска информация на информационна агенция „Бахтар“. През 2004 г., преди президентските избори, правителството е правило планове да направи агенцията независима от контрола на държавата.